# Dia internacional de la creativitat i la innovació

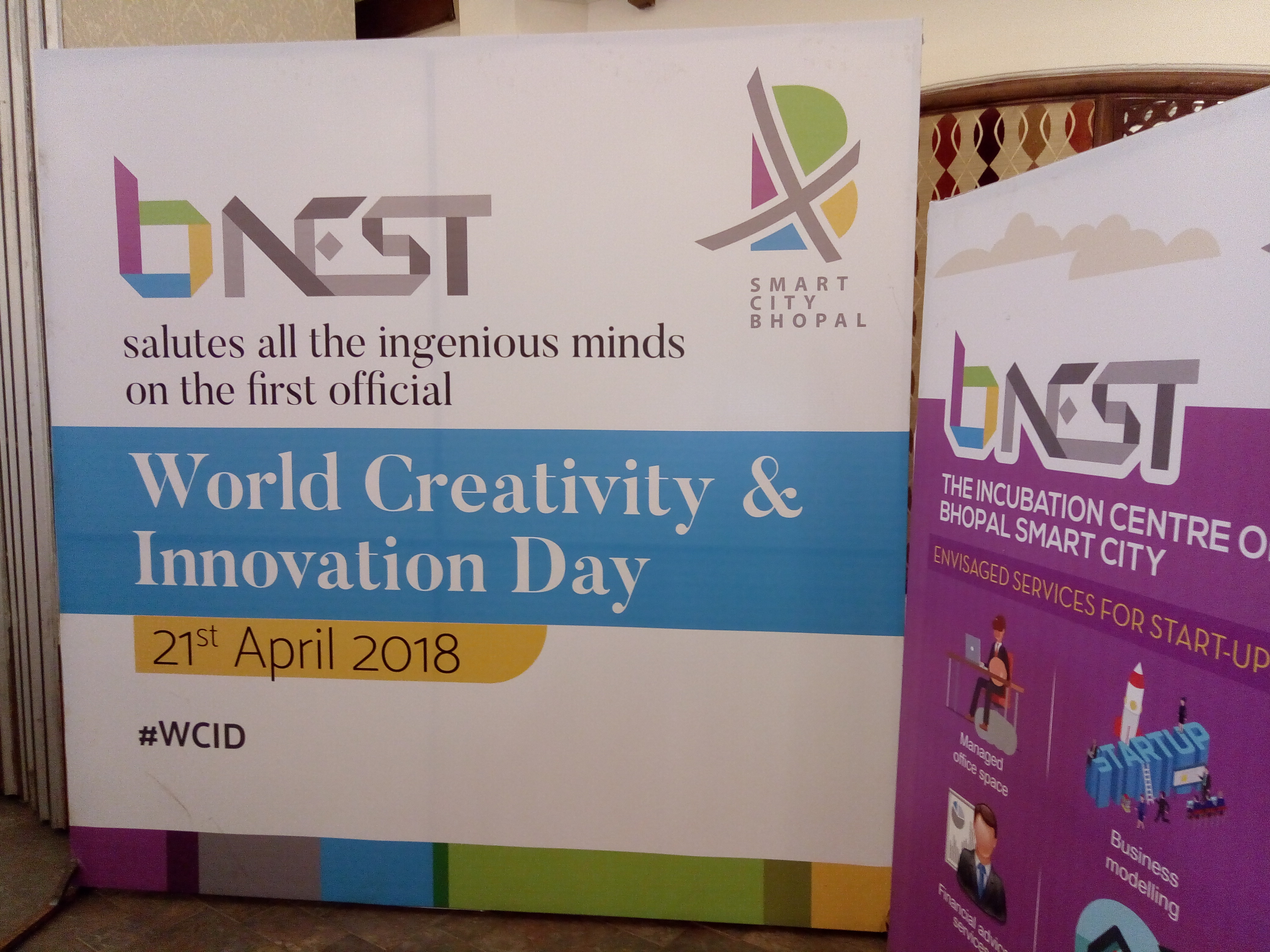
Dia Mundial de la Creativitat i la Innovació.

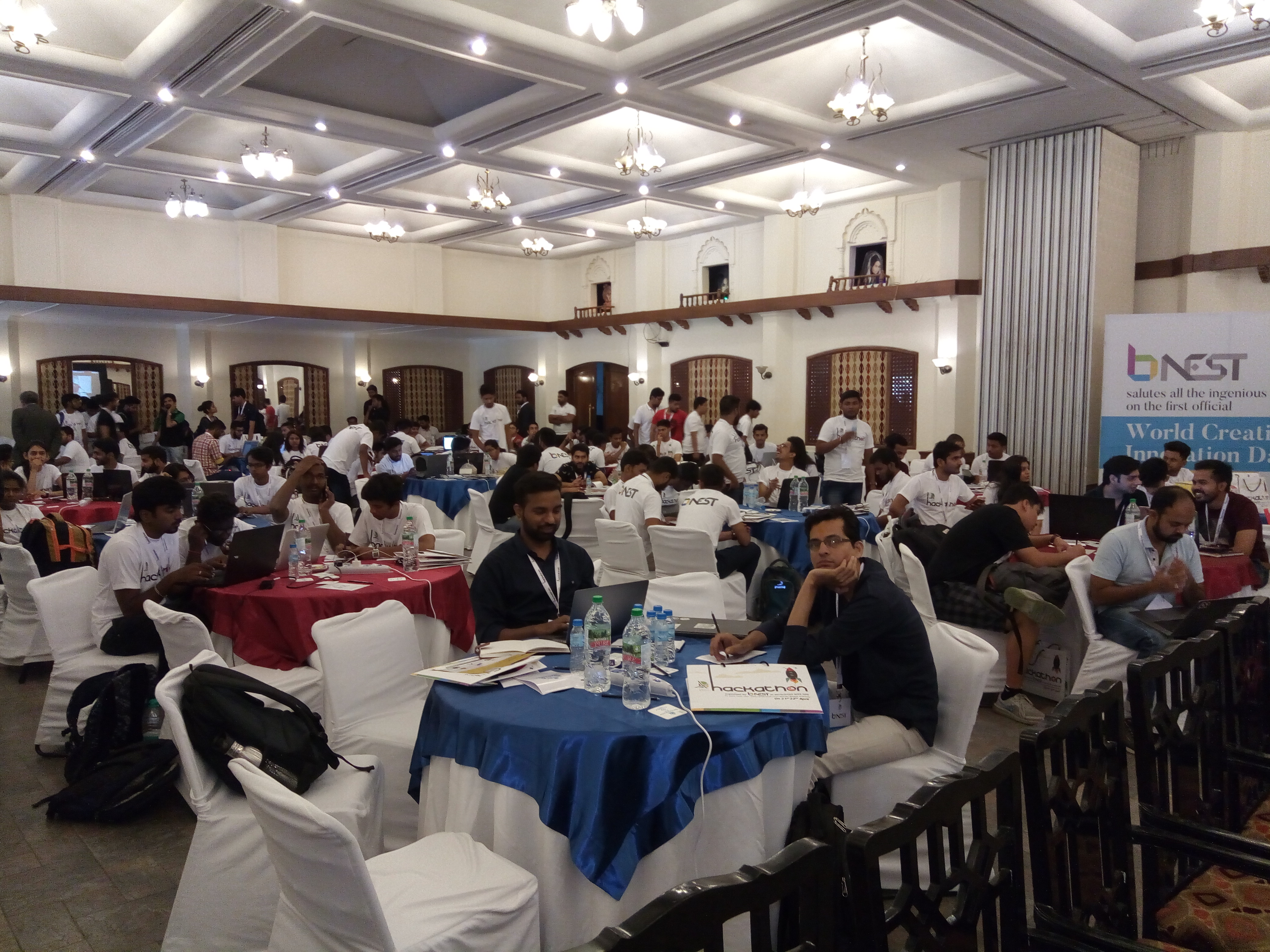
Participants a la Hackató de Bhopal.

El Dia Mundial de la Creativitat i la Innovació és un dia mundial de les Nacions Unides que se celebra el 21 d'abril per conscienciar sobre la importància de la creativitat i la innovació en la resolució de problemes pel que fa a l'avanç dels objectius de desenvolupament sostenible de les Nacions Unides, també coneguts com els " objectius globals ". La jornada es va crear amb la resolució 71/284 de l'ONU amb el suport de 80 països. El primer Dia Mundial de la Creativitat i la Innovació es va celebrar el 21 d'abril de 2018.
L'objectiu de la jornada és fomentar el pensament creatiu multidisciplinari en l'àmbit individual i grupal que, segons un informe especial sobre l'economia creativa de la UNESCO, el PNUD i l'UNOSSC, s'ha "convertit en la veritable riquesa de les nacions del segle XXI".